# Giuseppe Martinelli
Giuseppe Martinelli (n. 11 martie 1955, Lodetto⁠(d), Rovato, Lombardia, Italia) este un ciclist italian, medaliat olimpic. A participat la o ediție a Jocurilor Olimpice (1976) în care a câștigat o medalie de argint.